# Pitfall II: Lost Caverns
Pitfall II: Lost Caverns è un videogioco a piattaforme pubblicato nel 1984 per Atari 2600 e poi convertito per numerose altre piattaforme. È il sequel del popolare Pitfall!, e prosegue le avventure di Pitfall Harry; entrambi i titoli sono stati ideati da David Crane e pubblicati da Activision. La trama del gioco ha liberamente ispirato il sequel Super Pitfall.
Pitfall II: Lost Caverns è stato uno dei più grandi titoli mai creati per l'Atari 2600. Scorrimento liscio, animazione dettagliata, e una partitura musicale che include quattro canali sono stati tutti resi possibili da un hardware personalizzato costruito all'interno della cartuccia di gioco. Crane progettò e brevettò un componente chiamato "Display Processor Chip" (DPC), che avrebbe potuto migliorare notevolmente le capacità della console, più la possibilità di aggiungere una batteria alla stessa. Crane sperava che il DPC potesse essere utilizzato dai game designer della Atari, ma la crisi dei videogiochi del 1983 ha vanificato tale progetto.
Il gioco è stato presentato al CES di Las Vegas nel gennaio del 1984.

## Trama
Il gioco si svolge in un'enorme e labirinto di caverne sotterranee partendo dal bosco sovrastante, e ha due obiettivi: salvare la nipote di Pitfall Harry, Rhonda, e il suo fedele compagno, il puma Quick Claw, finiti nelle Caverne Perdute (Lost Caverns), e trovare il tesoro in esse nascosto, il diamante Raj. Opzionalmente, Harry potrà trovare anche numerosi lingotti d'oro e un topo preistorico.

## Modalità di gioco
Il gioco riprende il gameplay del precedente capitolo e lo espande, con nuove ambientazioni (le caverne) e alcuni miglioramenti delle meccaniche di gioco. In aggiunta al multischermo orizzontale del primo capitolo (lo schermo non scorre, ma cambia semplicemente area quando Harry raggiunge l'estremità destra o sinistra della stessa), Lost Caverns aggiunge lo scrolling verticale, cioè aree sopra o sotto quella visualizzata attraversabili con scorrimento continuo dell'immagine.
Altre differenze dal precedente capitolo sono l'assenza di un tempo limite e le vite infinite, rendendo praticamente impossibile la sconfitta; quando Harry viene a contatto con un oggetto pericoloso oppure un animale ostile perde soltanto punti e torna all'ultimo checkpoint da lui toccato (una croce rossa).
Diversamente dall'originale Pitfall!, che ha un livello sul terreno e uno al sottosuolo in ogni area, Lost Caverns ha 28 livelli orizzontali prevalentemente sulla stessa altezza, essendo impilati uno sopra l'altro. I livelli, che abbracciano otto aree di lunghezza, non sono liberamente accessibili da parte a parte, in quanto alcuni settori sono bloccati dalle pareti delle grotte che Harry dovrà aggirare attraverso altre aree, al fine di proseguire. Sabbie mobili e pozzi di catrame sono sostituiti da fiumi e voragini, nessuno dei quali toglie una vita (tuttavia cadere su una superficie dura causerà la perdita di punti). I palloncini permettono ad Harry di raggiungere aree elevate altrimenti irraggiungibili. C'è anche la possibilità di attraversare zone acquatiche a nuoto.
Il gioco non ha i serpenti del precedente capitolo, ma gli scorpioni e i coccodrilli sono ancora presenti. Tra i nuovi animali che minacceranno il giocatore abbiamo pipistrelli che svolazzano per alcune aree da sinistra a destra, condor che volano da destra a sinistra e poi tornano indietro ripercorrendo tutta l'area, anguille elettriche che nuotano nei fiumi, rane che saltano su alcuni pozzi con scale, spesso dove un pipistrello è presente.
Un altro miglioramento rispetto al gioco precedente è l'aggiunta di una colonna sonora. Gli spunti musicali fungono da sottili premi e punizioni per le prestazioni. Il tema principale suona per un po' prima di raggiungere un ciclo di musica d'atmosfera. Quando Harry raccoglie un tesoro, il tema principale ricomincia. Se Harry viene colpito da un nemico, una versione più lenta del tema viene suonata, per poi avanzare di nuovo al tema atmosferico. Infine, se Harry sale con il palloncino, viene suonata Sobre las olas.

## Personaggi
Oltre all'avventuriero Pitfall Harry, protagonista del precedente capitolo (e del sequel Super Pitfall), in Pitfall II: Lost Caverns ci sono due nuovi personaggi, entrambi non giocabili.
- Quick Claw ("artiglio veloce") - codardo puma e animale/compagno di Harry. Quick Claw è visibile nella piattaforma sottostante quella dove il giocatore comincia la partita, ma non è direttamente accessibile, e Harry deve attraversare quasi tutte le grotte prima di poterlo raggiungere.
- Rhonda - nipote di Harry, sempre in cerca di avventure.

Entrambi i personaggi erano già stati precedentemente introdotti nella serie animata Saturday Supercade, nei sette episodi basati su Pitfall! (trasmessi tra settembre e dicembre 1983).
Raccogliere Rhonda, Quick Claw e il diamante è necessario per vincere la partita. Nelle versioni senza una seconda grotta, al momento della raccolta di tutti e tre, la partita finisce sul posto. Il punteggio massimo è 199.000 (tranne nella Adventurer's Edition).

## Versioni

### Versione originale
La versione originale del gioco è stata sviluppata per Atari 2600 e pubblicata nel 1984. Questa versione è caratterizzata da una colonna sonora strutturata in quattro armonie che si alternano nel corso del gioco, una prima assoluta per l'Atari 2600. Ciò è stato possibile grazie alla costruzione di un custom chip chiamato "DPC" (Display Processor Chip) inserito nella cartuccia, ideato dall'autore del gioco David Crane.
Da questa versione vennero poi sviluppate tutte le altre. Le versioni per ColecoVision, MSX e Commodore 64 sono fedeli all'originale e non presentano alcuna modifica.
Il gioco originale per Atari 2600, così come il suo prequel Pitfall!, è fedelmente riproposto come easter egg nel sequel Pitfall: The Lost Expedition.

### Versione arcade
La versione arcade del gioco, pubblicata da SEGA con il titolo Pitfall II: The Lost Caverns, fu distribuita nel 1985 e graficamente non ha nulla in comune con la versione Atari, essendo un ibrido con aspetto più cartoonesco di Pitfall! e Lost Caverns. Questa versione, a differenza dell'originale, prevede le vite e la possibilità di perderle. Vi è anche un timer, al quale si aggiungono 30 secondi quando si raccoglie un tesoro. Ci sono solo quattro livelli nel gioco, e la progressione è lineare tra di loro: un livello deve essere completato raggiungendo una chiave per passare a quello successivo.
Questa versione fu successivamente adattata per Sega SG-1000 e pubblicata solo in Giappone.

### Adventurer's Edition(versioni Atari 5200 e Atari 8-bit)
Le versioni per Atari 5200 e Atari 8-bit mostrano a video il titolo Pitfall II: Lost Caverns Adventurer's Edition, sono moderatamente migliorate dal punto di vista estetico e presentano un intero livello del tutto nuovo, accessibile una volta completato il gioco standard.
Il nuovo livello (creato da Mike Lorenzen, designer dei due porting) è più complesso e, per molti versi, più impegnativo dell'originale. Le nuove sfide includono una serie di nuove creature: pipistrelli rabbiosi che volano in modo irregolare e in direzioni inverse una volta raggiunta la fine dello schermo (anche loro non appaiono per alcuni secondi dopo aver raggiunto lo schermo, "sorprendendo" così il giocatore), rane che attraversano l'intero schermo orizzontale e inseguono Harry piuttosto che saltare semplicemente sopra una fossa, formiche di fuoco e pesci piranha, entrambi si muovono molto velocemente e sono molto difficili da evitare. Le scale non si limitano a salire da un livello all'altro, ma possono percorrere grandi distanze e collegare diverse aree tra loro, anche precedenti, rendendo in tal modo le grotte più labirintiche. Superfici rotte con numerose lacune rendono difficile l'attraversamento senza cadere. Alcuni lingotti d'oro sono accompagnati da creature pericolose che devono essere evitate al fine di raccogliere il tesoro.
La missione nel secondo livello è raccogliere quattro oggetti: una corda, un vaso, una tromba e un incantatore di serpenti. Quando un oggetto viene raccolto, viene trasferito in una determinata piattaforma, dove se Harry usa le parole "CHARMING THE GOLDEN ROPE IS PITFALL HARRY'S ONLY HOPE" la piattaforma scorre verso la parte inferiore dello schermo. Quando tutti i quattro oggetti sono raccolti, l'incantatore di serpenti suona la tromba, e la corda si alza dalla pentola. Questo permette a Harry di raggiungere il livello del suolo, e la partita è vinta.
Il terreno che si raggiunge sul vincere non è al top della grotta, e in realtà è visibile durante il gioco come una piattaforma in bianco da una zona della grotta direttamente sopra la sua posizione. La piattaforma non è accessibile normalmente. Solo dopo aver vinto assume un aspetto simile a quella di inizio gioco.

## Accoglienza
Pitfall II: Lost Caverns è stato inserito al 1º posto nella classifica “25 migliori giochi per Atari 2600 di tutti i tempi” dalla rivista Retro Gamer. Nella sua recensione su The Video Game Critic venne votato A-, e commentato come segue: «David Crane ha chiaramente tirato fuori tutte le tappe con questo titolo, e il risultato è un'avventura entusiasmante che spinge davvero i limiti del sistema.»